# Brough-Nunatak
Der Brough-Nunatak ist ein Nunatak im ostantarktischen Viktorialand. Er ragt 6 km westsüdwestlich des Boney Point im nordwestlichen Abschnitt des Evans-Piedmont-Gletschers auf.
Das Advisory Committee on Antarctic Names benannte ihn im Jahr 2000 nach der USS Brough, die bei 60° 0′ S, 170° 0′ O als Wetterstation während der zweiten bis vierten Operation Deep Freeze in den Jahren von 1956 bis 1959 fungierte.